# Berzine
Koordinaten: 34° 45′ 0″ N, 36° 15′ 0″ O
Berzine ist ein später altpaläolithischer Fundplatz im Westen Syriens am Nahr el-Kebir, der allerdings schlecht erhalten ist. Der zunächst auf ein Alter von 300.000 bis 400.000 Jahre datierte, dem Mittleren Acheuléen zugeordnete Fundplatz, was etwa der Zeit vor 700.000 bis 400.000 Jahren entspricht, befindet sich 60 bis 90 m über dem Nahr el-Kebir auf einer Flussterrasse. Inzwischen versucht man sich bei den Fachtermini von der europäischen Forschung zu lösen und die Epoche als Leventinisches Alt- oder Frühacheuléen zu bezeichnen.
Die lithischen Artefakte, also die aus Steinen hergestellten Geräte und ihre Vorstufen und Abfälle, weisen Anzeichen von für das Mittlere Acheuléen typischen Bearbeitungsmethoden auf, wie etwa die Bearbeitung mit dem weichen Hammer. Im Unterschied zum Hinterland, wo lanzettförmige und dreiflächige Geräte dominierten, fanden sich am küstennahen Saum eher ovale und mandelförmige Formen. Dies könnte einen frühen Beleg für kulturelle Kleinräumigkeit darstellen.